# Мугамне тріо
Мугамне тріо (азерб. Muğam üçlüyü) — традиційний азербайджанський мугамний ансамбль, який складається з трьох елементів: гавал, тар, кеманча.

## Склад
Мугамне тріо є групою виконання азербайджанської народної музики мугама і складається з трьох музикантів і відповідно трьох музичних інструментів: ханенде (одночасно і гаваліст), тарист і кеманчист.

### Ханенде
Ханенде (азерб. xanəndə) — виконавці мугамів, які в складі мугамного тріо одночасно є й гавалістами. Є головним з трьох виконавців. Гавал (азерб. qaval) — це різновид ударного музичного інструменту, який схожий з бубном і тамбурином (або даф, азерб. dəf). Це круглий дерев'яний обруч, на який натягнута шкіра осетра (іноді пластикова мембрана), з металевими підвісками, які видають дзвінкий звук. Є обов'язковим елементом під час виконання народного музичного жанру мугама.

### Тарист
Тарист (азерб. tarzən) — виконавець на тарі. Тар (азерб. tar) — 11-струнний щипковий інструмент, який є одним з трьох базових інструментів при виконанні азербайджанської народної музики мугама. Азербайджанське мистецтво гри на тарі 2012 року включено до списку шедеврів усної та нематеріальної культурної спадщини ЮНЕСКО.

### Кеманчист
Кеманчист (азерб. kamança ifaçısı) — виконавець на кеманчі. Кеманча — струнний смичковий музичний інструмент, який є третім базовим елементом мугамного тріо. Азербайджанське і іранське мистецтво гри на кеманчі і майстерність її виготовлення 2017 року включено до списку шедеврів усної та нематеріальної культурної спадщини ЮНЕСКО.

## Знамениті азербайджанські мугамні тріо

### Галерея

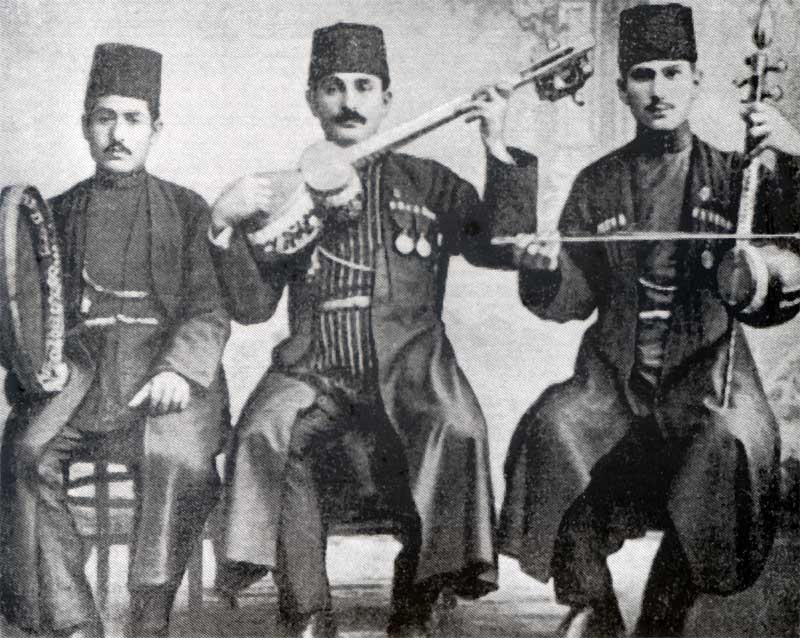
Ханенде - Іслам Абдуллаєв, тарист - Ширін Сальянський, кеманчист - Левон Гараханов
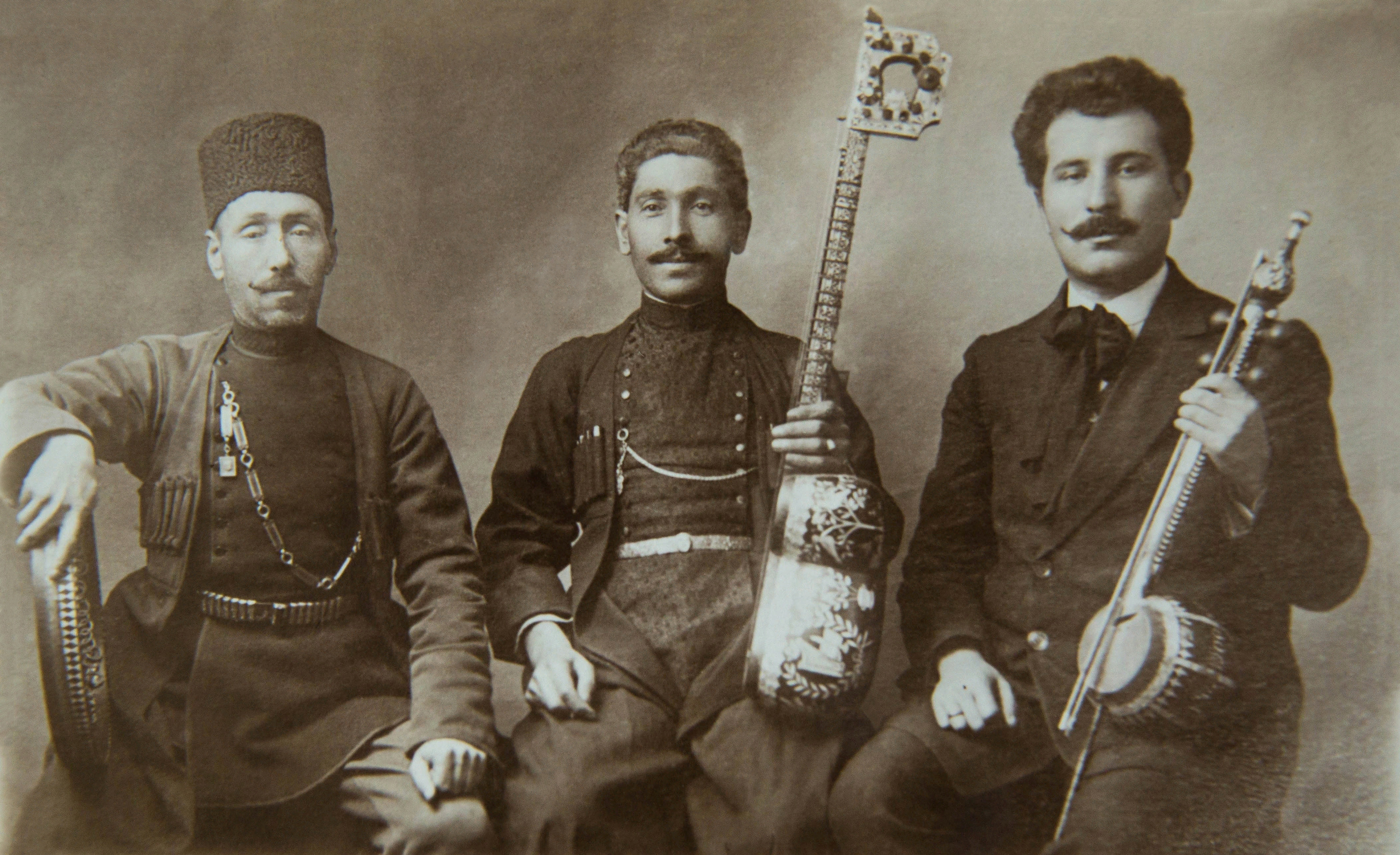
Ханенде - Кечачі огли Мухаммед, тарист - Гурбан Піримов, кеманчист - Саша Огансзашвілі.
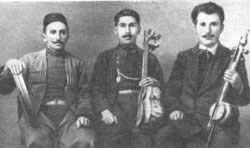
Ханенде - Джаббар Кар'ягдиоглу, тарист - Гурбан Піримов, кеманчист - Саша Огансзашвілі.
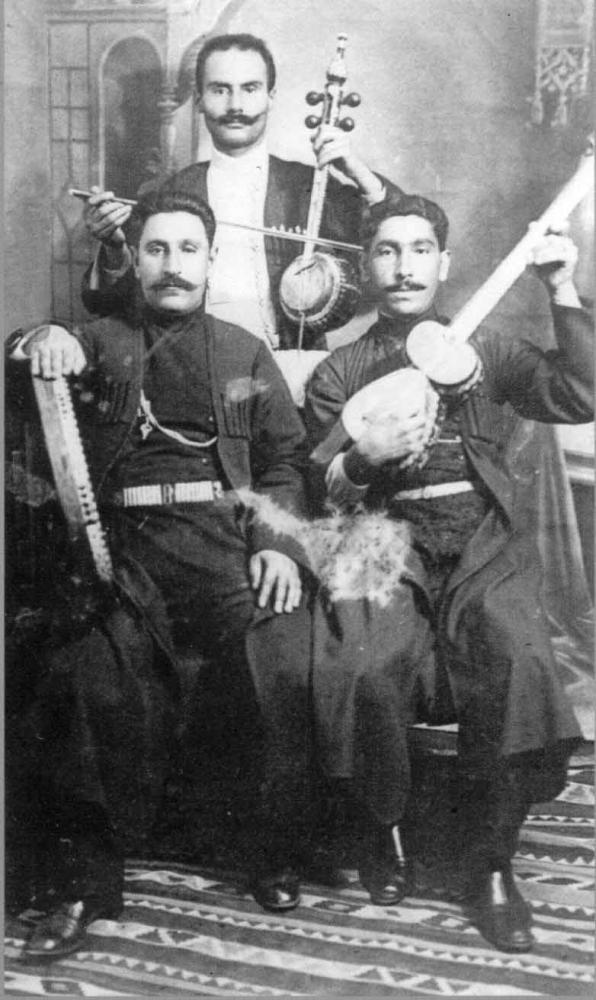
Ханенде - Машаді Маммад Фарзалієв, тарист - Гурбан Піримов, кеманчист - Сандро

## Місце в культурі

### В традиціях
Згідно з древніми традиціями і звичаями присутність мугамного тріо на азербайджанських весіллях, особливо південного регіону, була обов'язковою. Як правило, до святкування, заздалегідь слухали спів виконавців, а потім, отримавши схвалення старших у родині, запрошували їх на весілля. В кінці XIX — початку XX століть весільні мугамні тріо «переросли» в концертні, і на сценах театрів влаштовували музичні вечори за участі різних мугамних гуртів.

### У мистецтві
Мугамне тріо також було частою темою азербайджанських художників і скульпторів. Прикладом є робота художника Тогрула Наріманбекова «Мугам», а також скульптура Закіра Ахмедова. Крім того, також випускалася колекція одягу з зображеннями гавала, тара і кеманчі.

### В кіно
В багатьох азербайджанських фільмах ХХ століття показано мугамних виконавців. Наприклад у фільмі 1956 року «Не та, так ця» знамените мугамне тріо в складі ханенде Хана Шушинського, тариста Бахрама Мансурова і кеманчиста Талята Бакіханова взяло участь у весільній сцені. 

Картина «Мугам» Тогрла НаріманбековаКартина «Мугам» Тогрла Наріманбекова
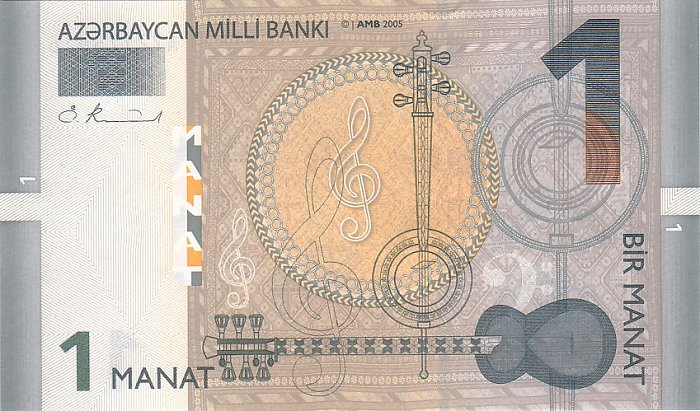
Купюра із зображенням мугамного тріо
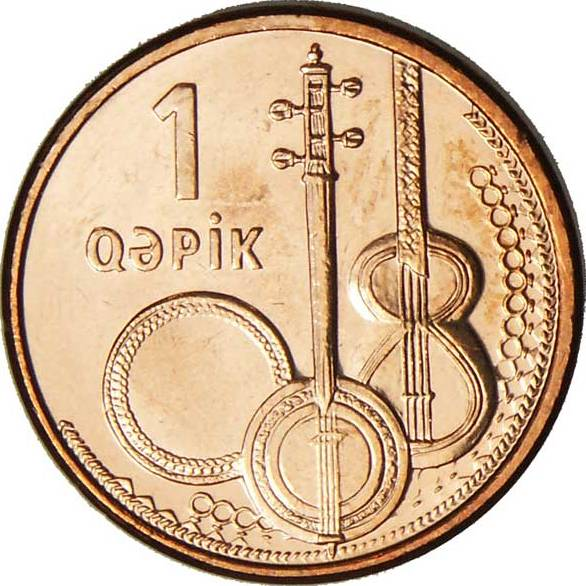
Копійка з зображенням мугамного тріо

## В економіці
Музичні інструменти мугамного тріо - гавал, тар і кеманча зображені на 1-манатних купюрах азербайджанського маната, випущеного 2005 і 2009 року Центральним Банком Азербайджану. Також вони зображені на 1 копійці, випущеній 2006 року.